# 구게 왕국

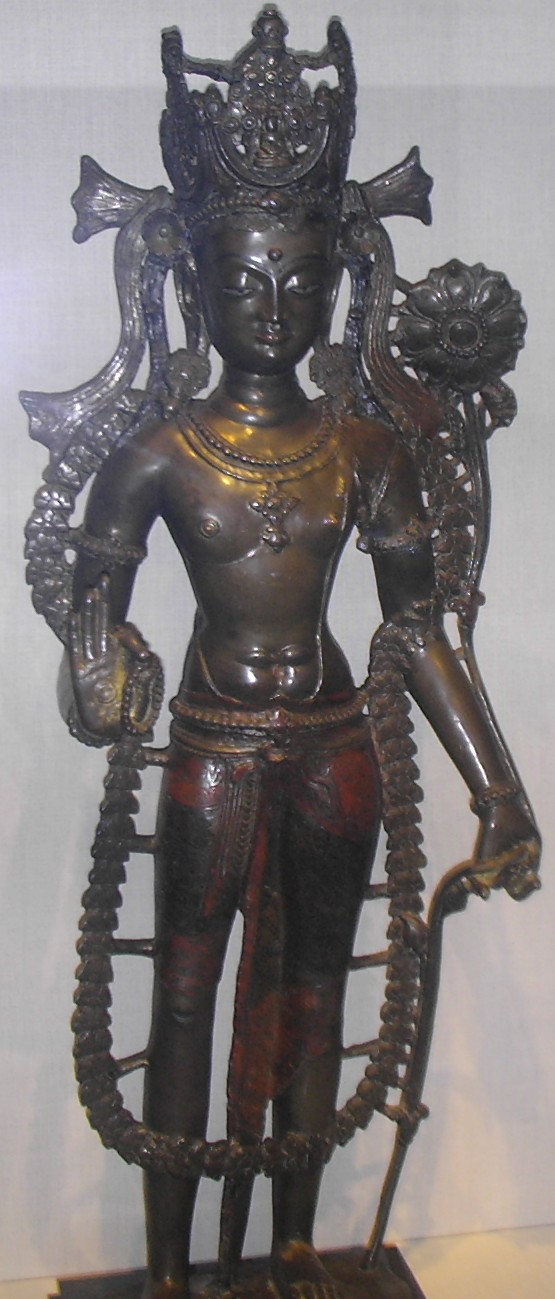
티베트의 관세음보살

구게 왕국(티베트어: གུ་གེ་རྒྱལ་རབས)은 토번 멸망 후 20여년이 흐른 866년 무렵 성립(지금의 중화인민공화국 아리 지구)된 부족 국가에 가까운 소왕국으로 비교적 세력이 강성한 국가였다고 한다.
구게 왕국은 토번의 마지막 왕 랑다르마가 죽은 뒤 벌어진 수 차례의 왕위 쟁탈전에서 패한 지더니마 왕자가 폐허가 된 티베트 지역을 떠나 서쪽의 아리 지구로 도피하여 건설한 왕국이다. 지더니마는 후에 아리 지역을 세 부분으로 나눠 아들들에게 나눠줬는데, 이들 나라가 라다크 왕국(지금의 인도 카슈미르의 라다크 지역)과 푸란 왕국(지금의 중화인민공화국 푸란현), 그리고 구게 왕국이다.
구게 왕국은 지더니마의 셋째 아들인 더짜오가 세운 것으로 전해진다. '서장왕신기'(西藏王臣記)에 따르면 구게 왕조는 700여년간 16명의 왕이 통치했으며 강성했을 때는 서쪽으로 캐쉬미르 일대와 지금의 파키스탄 일부까지도 지배했다고 한다. 또한 구게 왕성은 10세기에서 16세기에 이르는 동안 끊임없이 증축돼 황토산 전체가 왕궁과 사원, 방어시설과 주거지 등이 어우러진 하나의 거대한 건축물로 탈바꿈했다. 그리고 총면적이 72만m2에 이르는 구게왕국 유적지에는 방 445칸, 토굴 879개, 보루 58개, 비밀통로 4갈래, 불탑 28기 등이 남아있다.
왕성이 있는 황토산의 바닥에는 노예와 백성들이 살았던 300여 개의 동굴 주거지와 낡은 오두막이 줄지어 있고, 산허리에는 작은 사원과 전각, 승방 등이 밀집해 있다. 더욱 놀라운 것은 왕실 사람들이 거주하던 황토산 꼭대기의 여름궁전과 산 밑바닥에서 추위를 피하던 지하궁전인 동궁(冬宮)이 비밀통로로 연결돼 있다는 점이다. 산성 내부에 인공 암도(터널)를 상하로 파서 꼭대기까지 연결되도록 설계했고 2km 가량의 회전식 취수도(取水道)를 만들어 산꼭대기 왕궁으로 물을 끌어올렸다. 하지만 결국, 구게 왕국은 1630년 구게 왕국의 한 갈래인 카슈미르의 라다크인 남걀조의 집요한 공격 앞에 무너지고 말았다. 당시 국왕은 성문을 닫고 완강히 저항했으나 라다크인들이 1630년 산 아래에 있는 구게 왕국의 백성들을 모두 살해하자 결국에는 투항했다고 하며 라다크 본국으로 이송되었다. 이송된 국왕은 1635년 감옥에서 옥사하였고, 구게 왕국의 마지막 후손이 1743년 사망하면서 구게 왕국의 대가 완전히 끊기게 되었다.

## 같이 보기
- 샹슝
- 티베트의 역사